# Joseph Carl Schöpp
Joseph Carl Schöpp (* 1939 in Wagstadt, Protektorat Böhmen und Mähren) ist ein deutscher Amerikanist.

## Leben
Joseph Carl Schöpp studierte Philosophie, Latinistik, Anglistik und Amerikanistik an den Universitäten Würzburg, Freiburg im Breisgau, Dublin und Yale. Nach der Promotion 1971 und Habilitation 1984 an der FU Berlin lehrte er an der Freien Universität Berlin, den Universitäten Mannheim, Tübingen und Stuttgart. Er hatte eine Gastprofessur an der Purdue University. Von 1989 bis zur Emeritierung 2004 lehrte er als Professor (C4) für Amerikanistik an der Universität Hamburg.
Seine Forschungsschwerpunkte sind Literatur und Kultur des Transzendentalismus, der amerikanischen Moderne und Postmoderne.

## Schriften (Auswahl)
- Allen Tate. Tradition als Bauprinzip dualistischen Dichtens. Abhandlungen zur Kunst-, Musik- und Literaturwissenschaft. Bonn 1975, ISBN 3-416-01027-2.
- Ausbruch aus der Mimesis. Der amerikanische Roman im Zeichen der Postmoderne. München 1990, ISBN 3-7705-2596-5.
- Bettina Friedl als Herausgeber: Deciphering the darkness of the past. Essays zur amerikanischen Literatur. Trier 1999, ISBN 3-88476-381-4.
- als Herausgeber mit Martin Klepper:  Transatlantic Modernism. Heidelberg 2001, ISBN 3-8253-1221-6.